# Карпиловский, Александр Юрьевич
Алекса́ндр Юрьеви́ч Карпило́вский (род. 8 мая 1964 Москва) — российский киноактёр, кинорежиссёр и сценарист.

## Биография
Родился 8 мая 1964 года в городе Москва.
В 1987 году окончил Российский государственный медицинский университет им. Пирогова. Работал врачом-травматологом в Московской городской больнице.
В 1998 году окончил РАТИ, затем — Высшие курсы сценаристов и режиссёров (1999, мастерская А. Н. Митты).

## Фильмография

### Актёр
- 2000 — «Граница. Таежный роман» — рядовой Николай Васютин
- 2003 — «Участок» — Колька Клюев
- 2004 — «Узкий мост» — Толик, шофёр-рэкетир
- 2004 — «Виола Тараканова. В мире преступных страстей» — сатанист Коровин
- 2004 — «Самара-городок» — Жорик
- 2005 — «Лебединый рай»
- 2005 — «Убойная сила 6» (серия «Братство по оружию») — Соколов
- 2006 — «Заколдованный участок» — Коля Клюев
- 2007 — «Ликвидация» — инкассатор Михальнюк
- 2008 — «Храни меня дождь» — Мурашко
- 2009 — «Участковая» (седьмая серия «Вор поневоле») — Пахомов («Француз»)
- 2012 — «Как выйти замуж за миллионера» — Петрович, редактор
- 2013 — «Частное пионерское» — Сергей Петрович / голос за кадром
- 2013 — «Дельта» — автомеханик
- 2013 — «Как выйти замуж за миллионера 2» — Петрович, редактор
- 2015 — «Так не бывает» — Алик Пеникин
- 2016 — «Моя революция» — детектив
- 2016 — «СуперБобровы» — врач
- 2017 — «Время первых» — радиолюбитель
- 2025 — «Ландыши. Такая нежная любовь» — адвокат

### Режиссёр
- 1999 — «Шарик» (короткометражка)
- 2005 — «Изучая Лессинга»
- 2005 — «Воскресенье в женской бане»
- 2005 — «Убойная сила 6» (серия «Выгодный жених»)
- 2007 — «Снежный ангел»
- 2008 — «Храни меня дождь»
- 2009 — «Подарок судьбы»
- 2009 — «Семь жён одного холостяка»
- 2012 — «Мой капитан»
- 2013 — «Частное пионерское»
- 2013 — «Ёлки 3»  (совместно с Ольгой Хариной, Дмитрием Киселёвым, Леваном Габриадзе, Екатериной Телегиной, Александром Коттом, Антоном Мегердичевым и Зауром Засеевым)
- 2013 — «Сила Веры»
- 2014 — «Ёлки 1914» (совместно с Тимуром Бекмамбетовым, Дмитрием Киселёвым, Александром Коттом, Юрием Быковым, Екатериной Телегиной, Андреем Кавуном и Зауром Засеевым)
- 2014 — «Самара 2»
- 2015 — «Частное пионерское 2»
- 2016 — «Моя революция»
- 2016 — «День до» (новелла «Мишка»)
- 2017 — «Частное пионерское 3»
- 2017 — «Чудотворная»
- 2017 — «Ёлки новые» (совместно с Жорой Крыжовниковым, Дмитрием Киселёвым и Алексеем Нужным)
- 2021 — «Курорт цвета хаки»
- 2021 — «Проект Анна Николаевна» (второй сезон)
- 2021 — «Мой папа не подарок»
- 2022 — «Модный синдикат»
- 2024 — «Ёлки 11» (совместно с Александром Коттом, Сергеем Трофимовым и Егором Чичкановым)
- 2025 — «Ландыши. Такая нежная любовь»

### Сценарист
- 2012 — «Мой капитан»
- 2013 — «Частное пионерское»
- 2015 — «Частное пионерское 2»
- 2017 — «Частное пионерское 3»
- 2021 — «Мой папа не подарок»

## Призы и награды
- «Снежный ангел» — премия ТЭФИ-2008 в номинации «Лучший телевизионный фильм», 2007 год.
- «Частное пионерское» — Приз президента Беларуси «За гуманизм и духовность в кино» девятнадцатого Минского международного кинофестиваля «Листопад» (Минск), 2012 год.